# Żubrówka

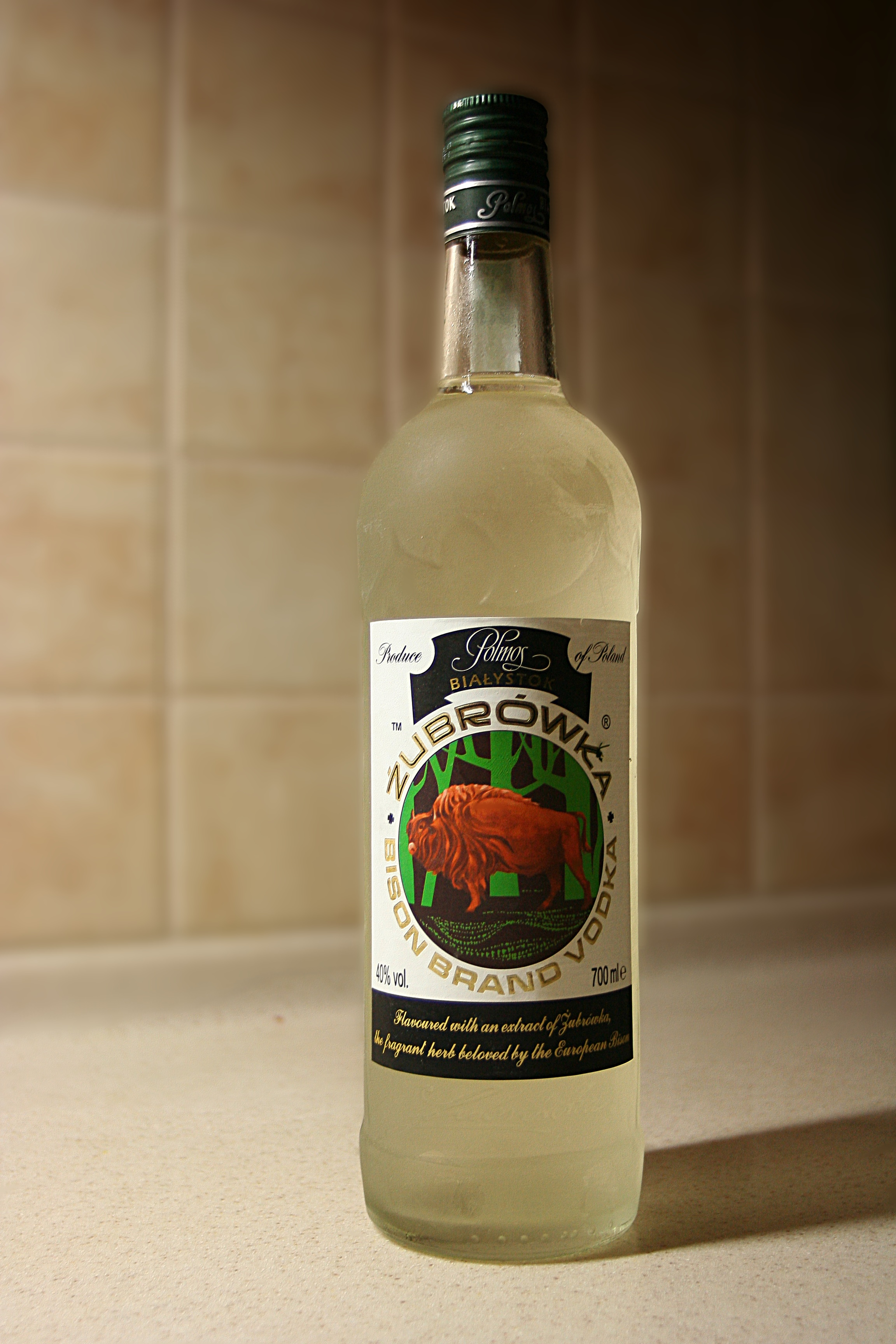
Een fles Żubrówka

Żubrówka (uitspraak: /Zjoebroefka/ⓘ is een Pools wodkamerk, als ook de soortnaam voor een type wodka dat gemaakt wordt volgens de productiemethoden van de originele Żubrówka. Het is een gearomatiseerde graanwodka uit rogge, met 40% alcohol. Aan het destillaat met een zeer hoog percentage alcohol, wordt een tinctuur toegevoegd van de plant Veenreukgras (Hierochloe odorata). Dit geeft de wodka een specifieke smaak en gelige kleur. Deze grasplant wordt in het Pools ook żubrówka genoemd, naar żubr (wisent). Deze Europese bizonsoort komt onder andere voor in het Woud van Białowieża en eet graag van de grassoort, die daar ook veel voorkomt. In iedere fles Żubrówka zit een spriet van dit bizongras of buffelgras.
Żubrówka wordt puur gedronken, of in een mix met appelsap.

## Geschiedenis
Żubrówka wordt geproduceerd sinds de 17de eeuw en in de 18de eeuw was het een van de populairste drankjes van de Poolse adel. In 1926 vond de firma Polmos een manier om deze wodkasoort op grote schaal te produceren.
Deze methode is gekopieerd door destilleerderijen over de hele wereld, zoals Grasovka in Duitsland en Bison Grass Wodka in de Verenigde Staten. Deze wodka's worden dan ook aangeduid met de soortnaam Żubrówka. In de VS is de originele Żubrówka echter verboden, omdat het te veel coumarine bevat. Polmos heeft een variant op de originele Żubrówka ontwikkeld die wel aan de Amerikaanse wet voldoet.